# Fronde (arme)
Pour les articles homonymes, voir Fronde.
Ne doit pas être confondu avec lance-pierre.

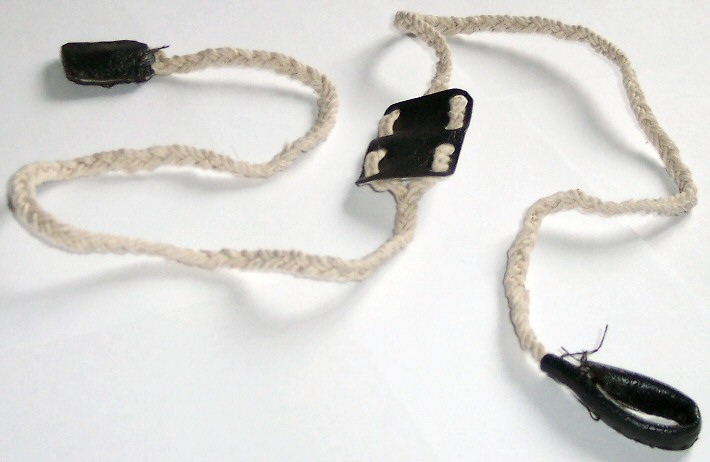
Une fronde.

Exemple d’utilisation d’une fronde.

La fronde est une arme individuelle de trait, constituée d’une poche prolongée à chaque extrémité par des lanières, utilisée pour lancer des projectiles (pierres, balles de plomb, etc.) L’utilisateur place le projectile dans la poche, fait tournoyer la fronde rapidement, le projectile étant à l’extrémité du cercle décrit, pour donner de la vitesse, puis libère le projectile à un moment précis. La fronde, de fabrication facile et légère à transporter, est attestée depuis la préhistoire dans une grande partie du monde. Elle est notamment utilisée par les bergers dès la haute Antiquité pour défendre les troupeaux contre les loups et autres prédateurs ; cet usage se continue dans certaines régions du Moyen-Orient. Elle a également servi pour la guerre, mais cet usage a décliné à partir du Moyen Âge dans les armées régulières.
Dans le langage familier, on désigne aussi par fronde une autre arme de trait, le lance-pierre, dont l’apparition est beaucoup plus récente (XIXe siècle) à cause de la nécessité d’avoir un matériau élastique résistant.

## Description
La fronde est une arme de jet connue dès la plus haute antiquité. Les Grecs et les Romains employaient dans leurs armées des corps de frondeurs qui se servaient habituellement de balles de plomb coulées au moule et ressemblant à une olive très allongée (glandula).
La fronde se compose d'une bande souple formant une poche, souvent en cuir, prolongée à chaque extrémité par des lanières, traditionnellement en lin, en chanvre ou en laine. Les deux lanières sont de longueurs inégales et parfois terminées par des poignées.
Dans ladite poche se place le projectile à lancer, appelé « balle de fronde », constitué d'un matériau dur et dense, généralement caillou arrondi, balle d'argile durcie ou de métal coulé au moule (plomb, par exemple), sur lequel sont parfois gravées des mots comme « reçois », « avale » ou d'autres encouragements.

Une fois la balle placée dans la poche, le lanceur tenant la lanière longue dans la paume et la courte entre le pouce et l'index fait tournoyer la poche de la fronde sur le côté ou au-dessus de sa tête, puis lâche la lanière la plus courte en direction de la cible. Le projectile ainsi libéré part avec une vitesse initiale égale à la vitesse acquise pendant le mouvement circulaire.

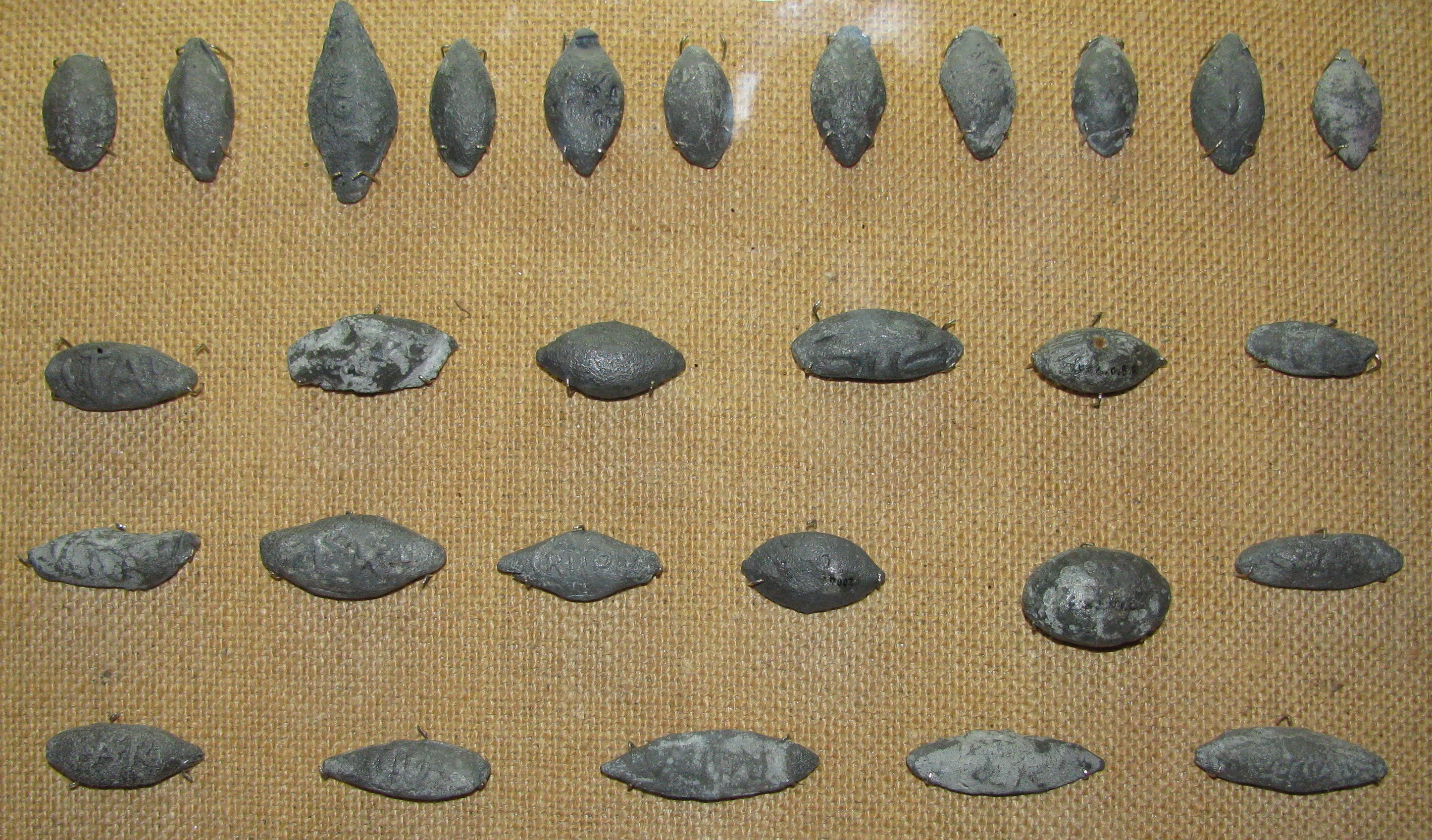
Balles de fronde en plomb trouvées à Lyon - Musée gallo-romain de Fourvière.

Le même principe est exploité dans la discipline sportive olympique du lancer du marteau.

## Origine
La fronde est une arme ancienne, dont l'origine se perd dans l'Antiquité. Il est certain que les frondes étaient connues des hommes du néolithique autour de la mer Méditerranée, mais il est plus probable que la fronde soit bien plus ancienne. Il est tout à fait possible que la fronde ait été inventée durant le paléolithique supérieur à une période où de nouvelles technologies, comme le propulseur et l'arc et les flèches, émergeaient. À l'exception de l'Australie, la fronde devint commune sur toute la planète, bien qu'il ne soit pas certain que cela soit arrivé par une diffusion culturelle ou bien par inventions indépendantes.

## Utilisation guerrière

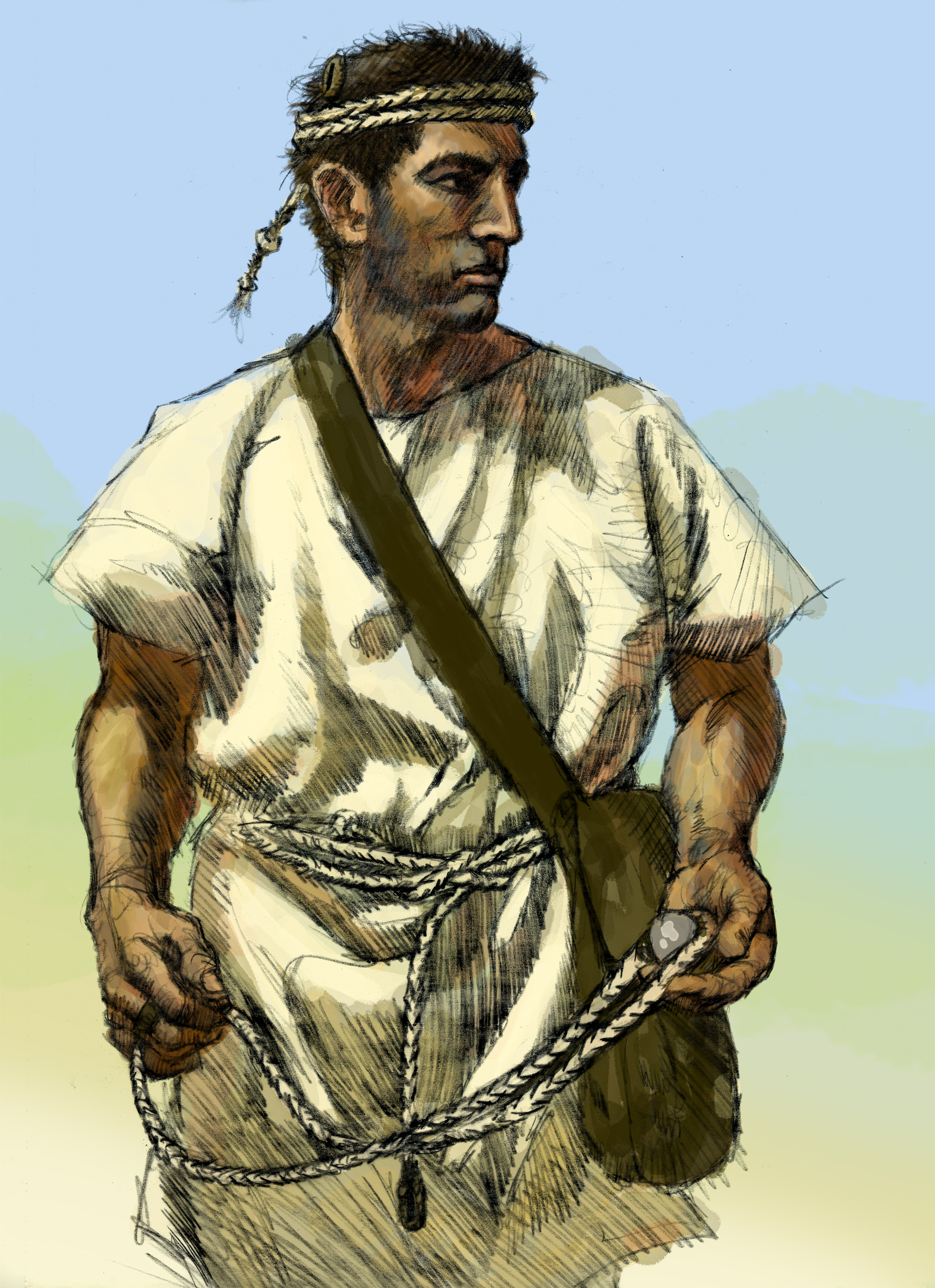
Un frondeur baléare de l’Antiquité, ayant une fronde en mains, et portant un sac de munitions en bandoulière ainsi que d’autre frondes de différentes longueurs en bandeau autour de la tête. Les habitants des îles Baléares étaient réputés être d’excellents frondeurs.

Les armées de l'Antiquité méditerranéenne avaient des bataillons de frondeurs. Les frondes les plus anciennes attestées par l'archéologie sont celles, tressées en lin, trouvées dans le tombeau de Toutânkhamon, mort vers -1325. Celles qui sont utilisées un peu plus tard lors de la guerre de Troie par les troupes d'Ajax sont décrites comme des tresses de laine. Les Romains (des frondeurs sont représentés, par exemple, sur la colonne Trajane) ont également des frondeurs dans leurs armées : les habitants des Baléares, à l'époque des guerres puniques, fournissaient des bataillons particulièrement réputés. Les frondeurs baléares participent également à la guerre des Gaules et sont notamment mentionnés lors du siège de Bibrax en -57. Il existe un débat quant à l’emploi exact des frondeurs :
- pour une partie des historiens, la fronde servait à faire un tir sur zone, sans viser précisément, son efficacité venant de la concentration du tir de plusieurs frondeurs et de la rapidité du tir (comparé souvent à celui des archers anglais de la guerre de Cent Ans) ;

- pour d’autres historiens, qui ne contestent pas cet usage, la fronde pouvait aussi tirer avec une précision suffisante, à la guerre comme à la chasse.

Strabon écrit dans sa Géographie que dans leurs guerres, les Ibères étaient tous armés à la légère et ne portaient, comme les Lusitaniens, que le javelot, la fronde et l'épée.
La fronde fut encore utilisée comme arme de guerre en France en 1572, lors du Siège de Sancerre par les défenseurs contre les troupes royales, ou par les Morisques contre les forces royales Espagnoles lors de l'expulsion des Morisques en 1609.
Une variante de la fronde, le fustibale, a été utilisé en Europe au Moyen Âge comme arme défensive dans les sièges.
Aujourd’hui, la fronde a disparu des armées régulières. Cependant, elle est encore utilisée, notamment lors des émeutes par les manifestants, pour lancer des pierres et des projectiles incendiaires. Elle est également utilisée au Proche-Orient par les Palestiniens.

## Utilisation par les bergers

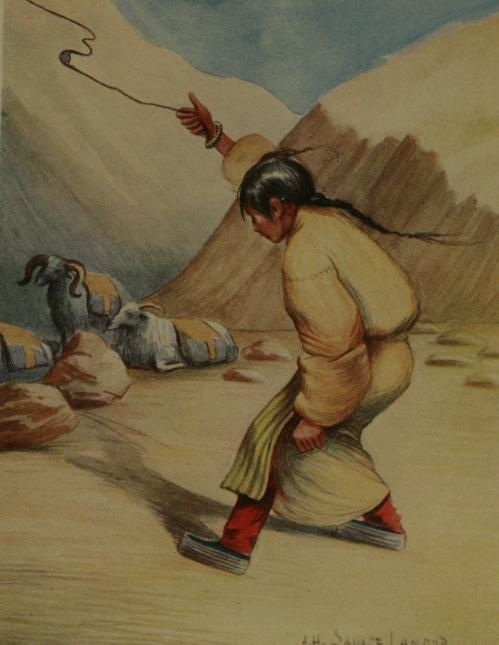
Une bergère tibétaine en train de lancer une pierre avec une fronde.

La fronde a été largement utilisée par les bergers dans la région méditerranéenne et au Moyen-Orient, depuis la haute Antiquité, pour défendre les troupeaux contre les prédateurs. Cet usage existe encore aujourd’hui dans certaines régions d’Asie.
D'après l'auteur anonyme de Malthe, Corse, Minorque et Gibraltar, paru en 1797, « les Minorcains qui ont souvent repoussé les Romains à coups de pierre, sont encore aussi habiles qu'ils l'étaient à se servir de la fronde. Ils en font usage pour assembler leurs troupeaux ; et leurs timides brebis en craignent même jusqu'au simple claquement ».

## Mythologie et religion
- Phémius, roi oikiste des Ainianes (peuple grec du sud de la Thessalie), tua de sa fronde le roi des Inachiens[9].
- Le dieu suprême de la mythologie celtique, Lug, tue son grand-père maternel Balor avec une fronde, conformément à une prophétie.
- Dans un récit de la Bible, David vainquit le géant Goliath avec une fronde.
- Dans la mythologie celtique irlandaise, le récit Aided Óenfir Aífe (La Mort violente du fils unique d’Aifé), Conall Cernach est ridiculisé par Conla, le fils de Cúchulainn, âgé de sept ans. Alors que l’enfant débarque en Irlande en provenance d’Écosse, Conall va à sa rencontre pour lui demander qui il est. Il reçoit une pierre de fronde qui le fait tomber et se retrouve les mains liées.